# Aaviku (Haljala)
Aaviku (Duits: Awiko) is een plaats in de Estlandse gemeente Haljala, provincie Lääne-Virumaa. De plaats heeft de status van dorp (Estisch: küla) en telt 10 inwoners (2021).
Aaviku werd pas in 1895 voor het eerst vermeld in een Russischtalig document als Авико (Awiko), een nederzetting op het landgoed van Kandle.